# Euphaedra (Xypetana) crockeri
Euphaedra (Xypetana) crockeri es una especie de  Lepidoptera, de la familia Nymphalidae,  subfamilia Limenitidinae, tribu Adoliadini, pertenece al género Euphaedra, subgénero (Xypetana).

## Subespecies
- Euphaedra (Xypetana) crockeri crockeri (Butler, 1869)
- Euphaedra (Xypetana) crockeri umbratilis  (Hecq, 1987)

## Localización
Esta especie de Lepidoptera y las subespecies se encuentran localizadas en Sierra Leona y Zaire (África). 